# Автошлях О 020802
Автошля́х О 020802 — автомобільний шлях довжиною 22.5 км, обласна дорога місцевого значення в Вінницькій області. Пролягає по Хмільницькому району від автошляху Н02 до села Самгородок.